# CBFT-DT
CBFT-DT (qui s'identifie en ondes sous le nom de ICI Grand Montréal ) est une station de télévision québécoise de langue française située à Montréal détenue par la Société Radio-Canada et est à la tête du réseau de ICI Radio-Canada Télé. Elle diffuse du sommet du mont Royal et est la station-sœur de CBMT, affiliée au réseau CBC.
CBFT a été la première station de télévision à être lancée au Canada, CBLT (CBC Toronto) ayant été lancé deux jours plus tard.
En théorie, la majorité des affiliés de ICI Radio-Canada Télé sont des semi-satellites de CBFT, diffusant une programmation identique, sauf pour la publicité locale et les nouvelles régionales.

## Histoire
CBFT est entré en ondes le 6 septembre 1952 à 16 h. La programmation était bilingue : 60 % en français et 40 % en anglais jusqu'au lancement de CBMT (CBC Montréal) le 10 janvier 1954.

## Télévision numérique terrestre et haute définition
CBFT a débuté la diffusion numérique et haute définition le 22 mars 2005 sur le canal 19 à l'aide d'une antenne située sur le toit de la Maison de Radio-Canada. Le 1er septembre 2011 à minuit, CBFT a mis fin à la diffusion en mode analogique et diffuse exclusivement en mode haute définition au sommet du Mont Royal à Montréal. Les ré-émetteurs de CBFT (à part les stations locales) au Québec et dans les territoires canadiens continuent de diffuser en mode analogique.

## Antennes
Au cours des années 1970 et 1980, de nombreux ré-émetteurs ont été installés à travers la province dans les communautés, qui ont été rattachés à la station régionale la plus près. Les ré-émetteurs à Mont-Tremblant, Mont-Laurier, Saint-Michel-des-Saints, Parent, La Tuque, Chibougamau ainsi que les communautés nordiques telles que Schefferville, Fermont, Kuujjuaq et Radisson étaient reliés à CBFT.
En avril 2012, à la suite des compressions budgétaires, Radio-Canada a annoncé la fermeture de tous les émetteurs analogiques dès le 31 juillet 2012. L'émetteur numérique de Montréal reste en fonction.